# Remise à zéro
La remise à zéro (RAZ) est un terme utilisé en informatique pour désigner le fait d'affecter à une ou plusieurs variables une valeur prédéfinie, souvent zéro.
Il est parfois synonyme de réinitialisation, mais on peut faire une RAZ sur une seule variable, ou un seul champ dans un formulaire. C'est la version française de l'anglicisme reset.
Il s'agit d'un sigle surtout employé en informatique et dans les terminaux de réception, TNS Télévision Numérique Satellite, TNT (adaptateur) et console client ADSL.